# Феніпропаноламін
Фенілпропаноламін (норефедрин; англ. phenylpropanolamine) — симпатоміметичний лікарський засіб, що використовується як антиконгестант та пригнічувач апетиту . Раніше його застосовували в засобах кашлю та застуди, що продаються без рецепта. У ветеринарній медицині застосовується для контролю нетримання сечі у собак.

## Хімія

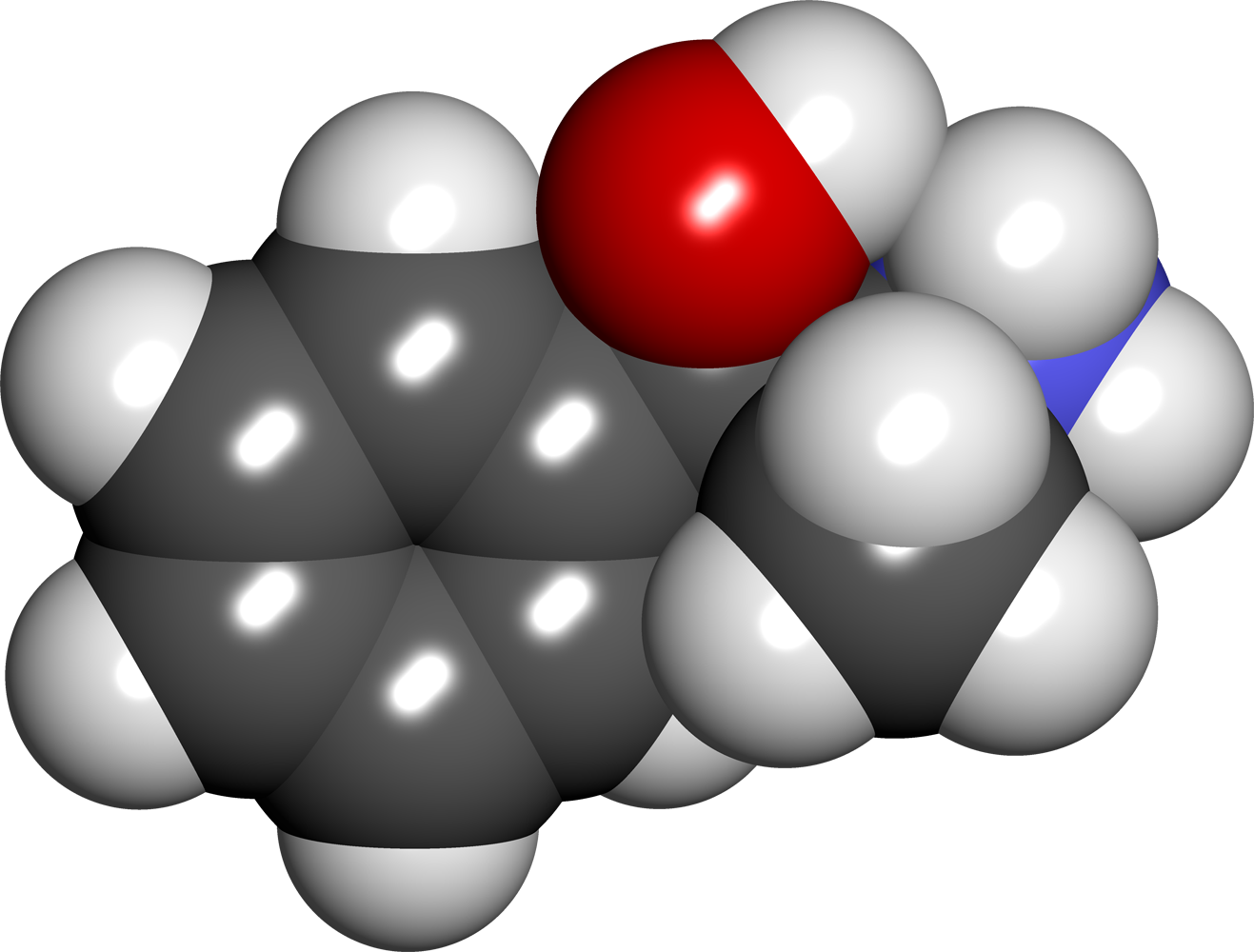
Просторова модель фенілпропаноламіну.

Фенілпропаноламін також відомий як β-гідроксиамфетамін і входить до хімічних класів фенетиламіну та амфетаміну . Він тісно пов'язаний з катинонами (β-кетоамфетамінами). З'єднання існує у вигляді чотирьох стереоізомерів, які включають d- та l-норефедрин та d- та l-норпсевдоефедрин . d-норпсевдоефедрин також відомий як катин і зустрічається в природі в Catha edulis. Фармацевтичні лікарські препарати фенілпропаноламіну різняться за своїм стереоізомерним складом у різних країнах, що може пояснити різницю в профілях неправильного використання та побічних ефектів. Аналоги фенілпропаноламіну включають ефедрин, псевдоефедрин, амфетамін, метамфетамін та катинон.

## Механізм дії
Хоча спочатку вважалося, що він діє як прямий агоніст адренергічних рецепторів, згодом було виявлено, що фенілпропаноламін виявляє лише слабку або незначну спорідненість до цих рецепторів, і натомість характеризується як непрямий симпатоміметик

## Історія
Фенілпропаноламін був запатентований у 1938 р. У США фенілпропаноламін більше не продається через підвищений ризик геморагічного інсульту . Однак у кількох країнах Європи він все ще доступний або за рецептом, або й без рецепта. У Канаді його зняли з ринку 31 травня 2001 р. Був добровільно вилучений з австралійського ринку до липня 2001 р. В Індії використання людьми фенілпропаноламіну та його формулювань було заборонено 10 лютого 2011 року але ця заборона була скасована судовою владою у вересні 2011 року

## Фармакологія

### Фармакодинаміка
Фенілпропаноламін діє головним чином як селективний агент, що вивільняє норадреналін . Він також вивільняє дофамін із приблизно в 10 разів меншою потужністю . Стереоізомери препарату мають лише слабку або незначну спорідненість до α- та β-адренергічних рецепторів .

### Фармакокінетика
Норефедрин є метаболітом амфетаміну.

## Взаємодія з ліками
Деякі ліки збільшують шанси виникнення дежавю у користувача, що призводить до сильного відчуття того, що подія чи досвід, які переживаються в даний час, вже були пережиті в минулому. Деякі фармацевтичні препарати, якщо їх приймати разом, також мають відношення до спичинення дежавю. Таймінен та Яскескейнен (2001) повідомили про випадок здорового чоловіка, який в іншому випадку почав відчувати інтенсивні та періодичні відчуття дежавю після прийому препаратів амантадин та фенілпропаноламін для полегшення симптомів грипу. Він сприйняв такий досвід настільки цікавим, що пройшов повний курс свого лікування і повідомив про це психологів, щоб записати як тематичне дослідження. Через дофамінергічну дію ліків та попередні результати електродної стимуляції мозку (напр Bancaud, Brunet-Bourgin, Chauvel, & Halgren, 1994), Таймінен та Яскеляйнен припускають, що дежавю виникає в результаті гіпердопамінергічної дії в мезіальних скроневих ділянках мозку.

## Суспільство та культура

### Правовий статус
У Швеції фенілпропаноламін все ще доступний як деконгестант, що відпускаються за рецептом, а також у безрецептурних ліках. Фенілпропаноламін також доступний у Німеччині. Він використовується в деяких лікарських засобах «все в одному», таких як капсули Wick DayMed.
У Великій Британії фенілпропаноламін доступний у багатьох ліках від кашлю та застуди «все в одному», які зазвичай містять парацетамол або інший анальгетик та кофеїн, і їх також можна придбати самостійно; однак він більше не схвалений для використання людьми. Європейська ліцензія категорії 1 необхідна для придбання фенілпропаноламіну для академічного використання.
У Сполучених Штатах Америки Управління з контролю за продуктами та ліками (FDA) випустило рекомендацію в листопаді 2000 р. У цій рекомендації FDA просив усі лікарські компанії припинити продаж продуктів, що містять фенілпропаноламін. За оцінками агентства, фенілпропаноламін спричиняв від 200 до 500 інсультів на рік серед користувачів віком від 18 до 49 років. У 2005 році FDA вилучила фенілпропаноламін з позабіржового продажу. Через його потенційне використання у виробництві амфетаміну, він контролюється законом. Він все ще доступний для ветеринарного використання у собак як засіб для лікування нетримання сечі .
На міжнародному рівні пункт порядку денного сесії Комісії з наркотичних засобів 2000 р. закликав включити стереоізомерний норефедрин до Таблиці I Конвенції ООН проти незаконного обігу наркотичних засобів та психотропних речовин.
Ліки, що містять фенілпропаноламін, були заборонені в Індії 27 січня 2011 р. 13 вересня 2011 року Високий суд Мадрасу скасував заборону на виробництво та продаж дитячих препаратів фенілпропаноламіну та німесуліду .